# Baise-moi (roman)
Pour les articles homonymes, voir Baise-moi.
Baise-moi est le premier roman de Virginie Despentes, paru en 1994 chez Florent Massot.
Ce livre fait partie d'une nouvelle littérature (tel le roman La Vie sexuelle de Catherine M. de Catherine Millet) qui affirme un « néo-féminisme revendicatif » en montrant une sexualité agressive et la désacralisation du corps féminin.

## Synopsis
Nadine et Manu, deux jeunes femmes paumées et sexuellement désinhibées, habitent dans une banlieue défavorisée de Paris. La première se prostitue, l'autre tourne dans des films pornographiques. Elles se rencontrent juste après avoir commis leur premier crime. Nadine a étranglé sa colocataire et Manu tiré sur un voyou de quartier qui a tabassé son ami et l'a défiguré au vitriol. Lasses des déceptions et des humiliations, elles décident de se lancer à travers la France dans une cavale extrême et violente, ponctuée de meurtres gratuits, beuveries et racolages sexuels. Leur dernier carnage a lieu chez un architecte bourgeois, avant le dénouement. Lors du braquage d'une station service, Manu se fait tuer par un des employés. Après une journée d'errance, Nadine est déterminée à se suicider en se tirant une balle de revolver sur la tempe, mais n'en a pas le temps et est arrêtée par la police.

## Parties
Le roman est partagé en trois parties, divisées elles-mêmes en chapitres. La première partie décrit le quotidien des héroïnes, la deuxième décrit leur rencontre et leur tour de France imitant la structure itinérante du road movie américain, la troisième, très courte, décrit la fin du voyage.

## Publication
Après avoir vainement fait le tour de sept éditeurs de littérature générale, le roman atterrit, via un ami journaliste rock, sur le bureau de l'éditeur Florent Massot. Ce dernier aide Despentes à mieux structurer son récit, illustre la couverture du livre par une scène violente mais prudent, colle un papillon sur la jaquette : « Avis aux parents : textes explicites ». Édité discrètement en 1994, le roman sort des milieux underground lorsqu'il est médiatisé par Patrick Eudeline dans Best, Laurent Chalumeau dans Libé, Thierry Ardisson dans Paris Dernière, et surtout lorsque Virginie Despentes est invitée sur le plateau de Nulle part ailleurs en décembre 1995. Il atteint les 50 000 exemplaires en quelques semaines et permet à son éditeur de se voir octroyer le label « culte et branché ».

## Éditions
- Baise-moi, Paris, Florent Massot, 1994.
  - Baise-moi, Paris, Grasset, 1998.
  - Baise-moi, Paris, J'ai lu, 1999.

## Postérité

### Adaptation cinématographique
Virginie Despentes a réalisé en 2000, avec la collaboration de son amie Coralie Trinh Thi, la propre adaptation de son premier roman. Le film sera classé X quelques jours après sa sortie. Baise-moi, le son est la bande originale du film.

### Études de l'œuvre
- Jean-Benoît Cormier Landry, « ‘‘Passer le générique’’ : Intertextualité et (dés)engagement dans Baise-moi de Virginie Despentes », Études françaises, vol. 54, n° 2, 2018, p. 111-130 (lire en ligne).
- Nadia Louar, « Version femmes plurielles : relire Baise-moi de Virginie Despentes », Palimpseste. Revue de traduction, n° 22, 2009[8].
- Julie Ouellet, « L'imaginaire des orifices : pénétration et identité dans Baise-moi de Virginie Despentes et Histoire d'O de Pauline Réage », Postures, no 5 « Voix de femmes de la francophonie »,‎ 2003, p. 116-133 (lire en ligne).